# Le Sculpteur express
 (mars 2024).
Si vous disposez d'ouvrages ou d'articles de référence ou si vous connaissez des sites web de qualité traitant du thème abordé ici, merci de compléter l'article en donnant les références utiles à sa vérifiabilité et en les liant à la section « Notes et références ».
Pour plus de détails, voir Fiche technique et Distribution.
Le Sculpteur express est un film muet français réalisé par Segundo de Chomón, et sorti en 1907.

## Synopsis
Le sculpteur Lee Yost façonne en quelques secondes de nombreux visages avec de la glaise.

## Fiche technique
- Titre : Le Sculpteur express
- Réalisation : Segundo de Chomón
- Format : Noir et blanc. muet
- Société de production : Pathé Frères
- Pays d'origine :  France
- Durée : 4 minutes

## Distribution
- Lee Yost
- Julienne Mathieu